# Curtea Domnească din Piatra Neamț
Curtea Domnească din Piatra Neamț este un ansamblu de monumente istorice aflat pe teritoriul municipiului Piatra Neamț. În Repertoriul Arheologic Național, monumentul apare cu codul 120735.07.01, 120735.07.02, 120735.07.03.
Biserica ridicată între 1497-1498, inițial ca paraclis al fostei Curți Domnești, reprezintă unul din cele mai reușite monumente moldovenești. Are plan dreptunghiular, cu abside laterale bine mascate de rezalituri, fațadele impresionează prin decorația originară în ceramică policromă, iar ancadramentele vădesc influența goticului.
Ansamblul este format din următoarele monumente:
- Biserica domnească "Nașterea Sf. Ioan Botezătorul" (cod LMI NT-II-m-A-10567.01)
- Ruine beci, azi muzeu (cod LMI NT-II-m-A-10567.02)
- Turn clopotniță (cod LMI NT-II-m-A-10567.03)
- Ruine zid de incintă (cod LMI NT-II-m-A-10567.04)
- Muzeul Curții Domnești (cod LMI NT-II-m-A-10567.05)

## Galerie

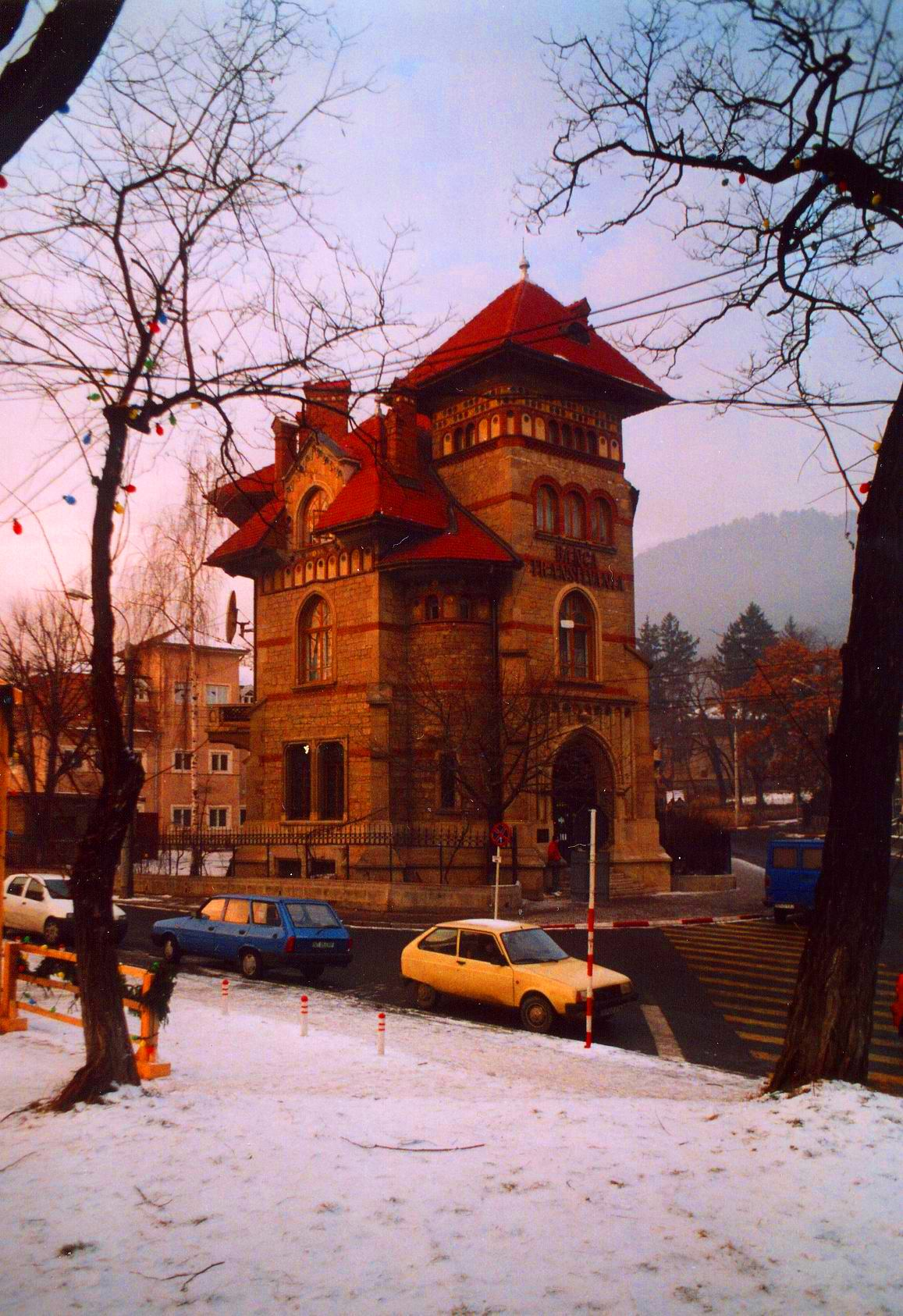
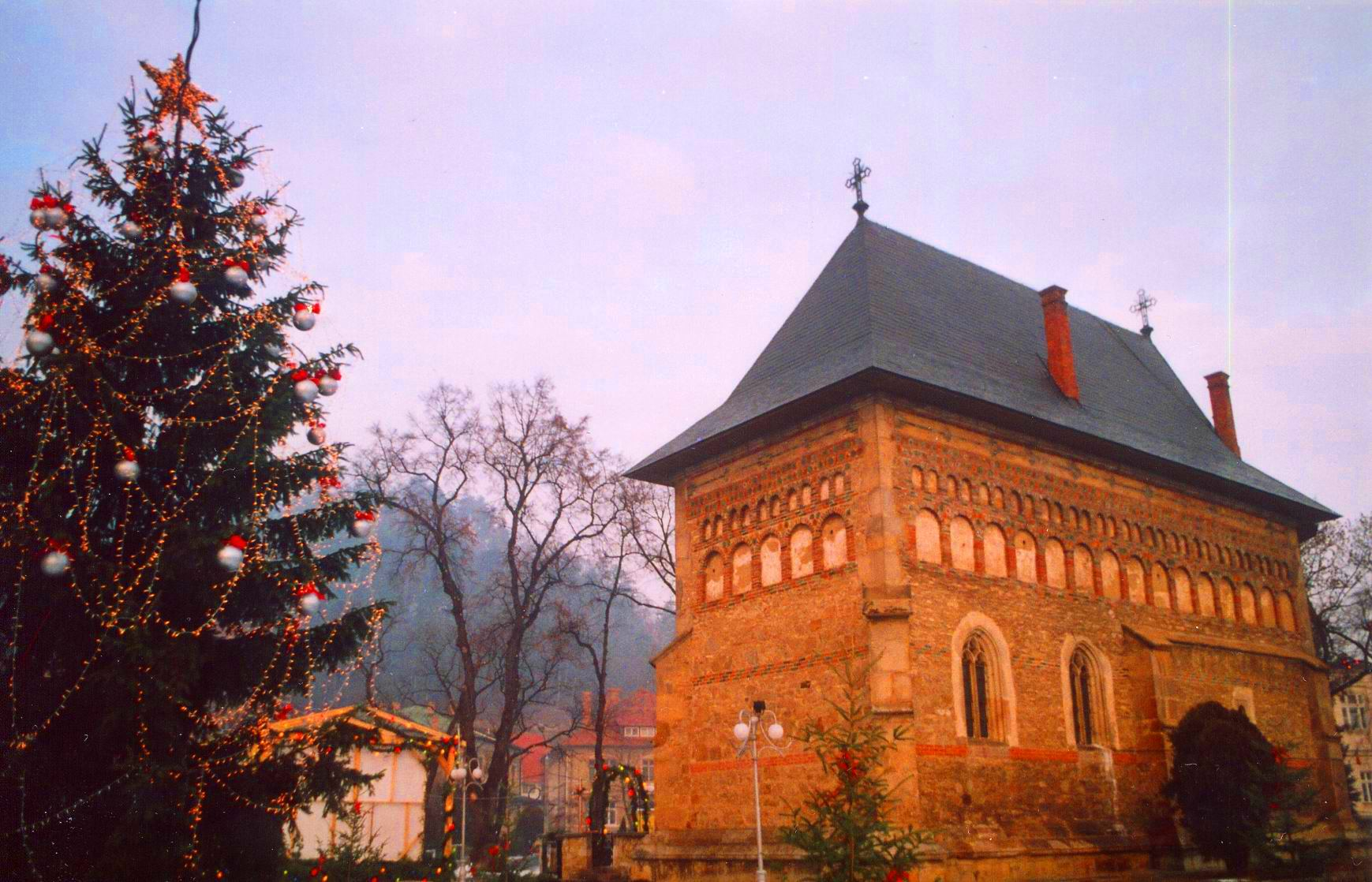
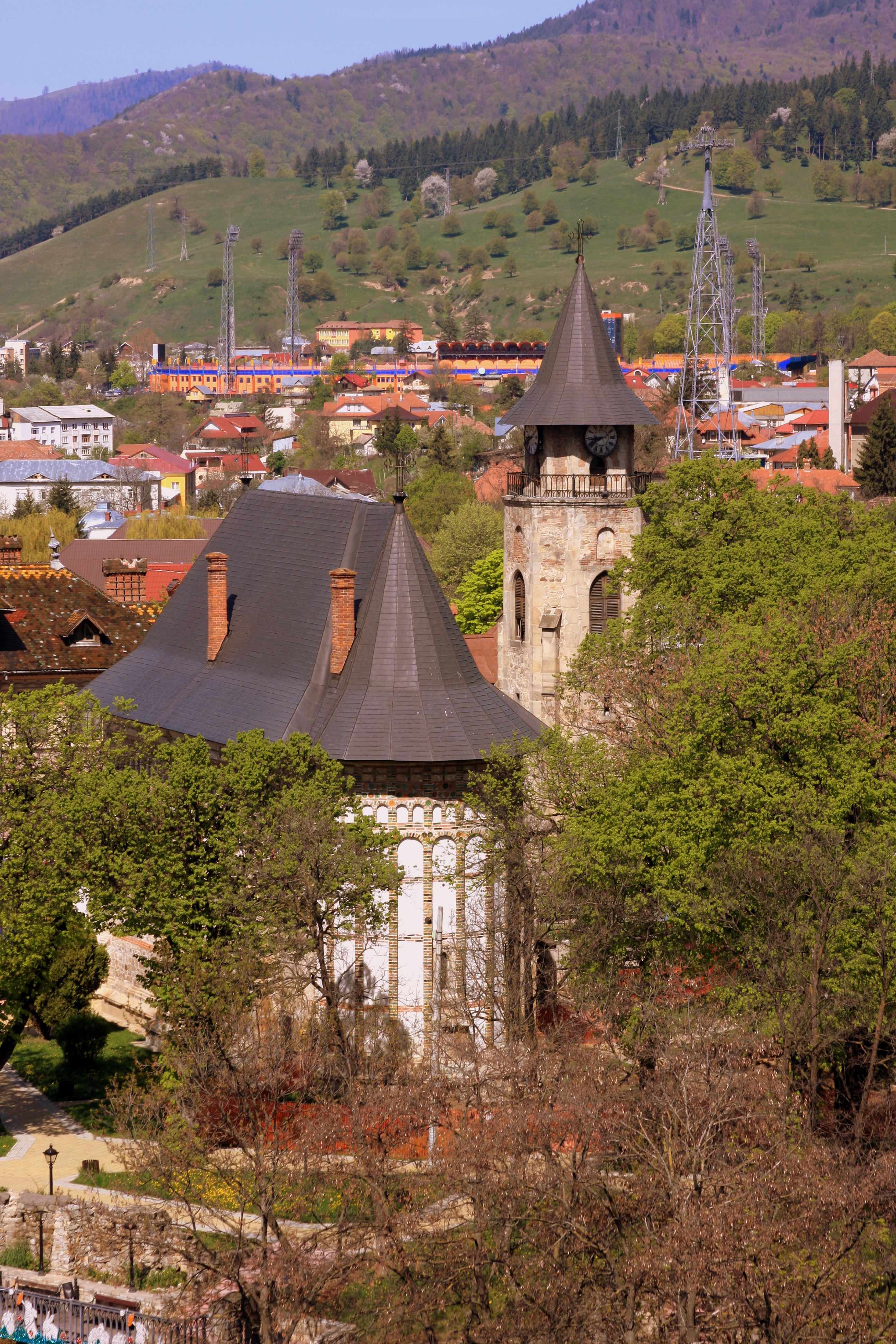
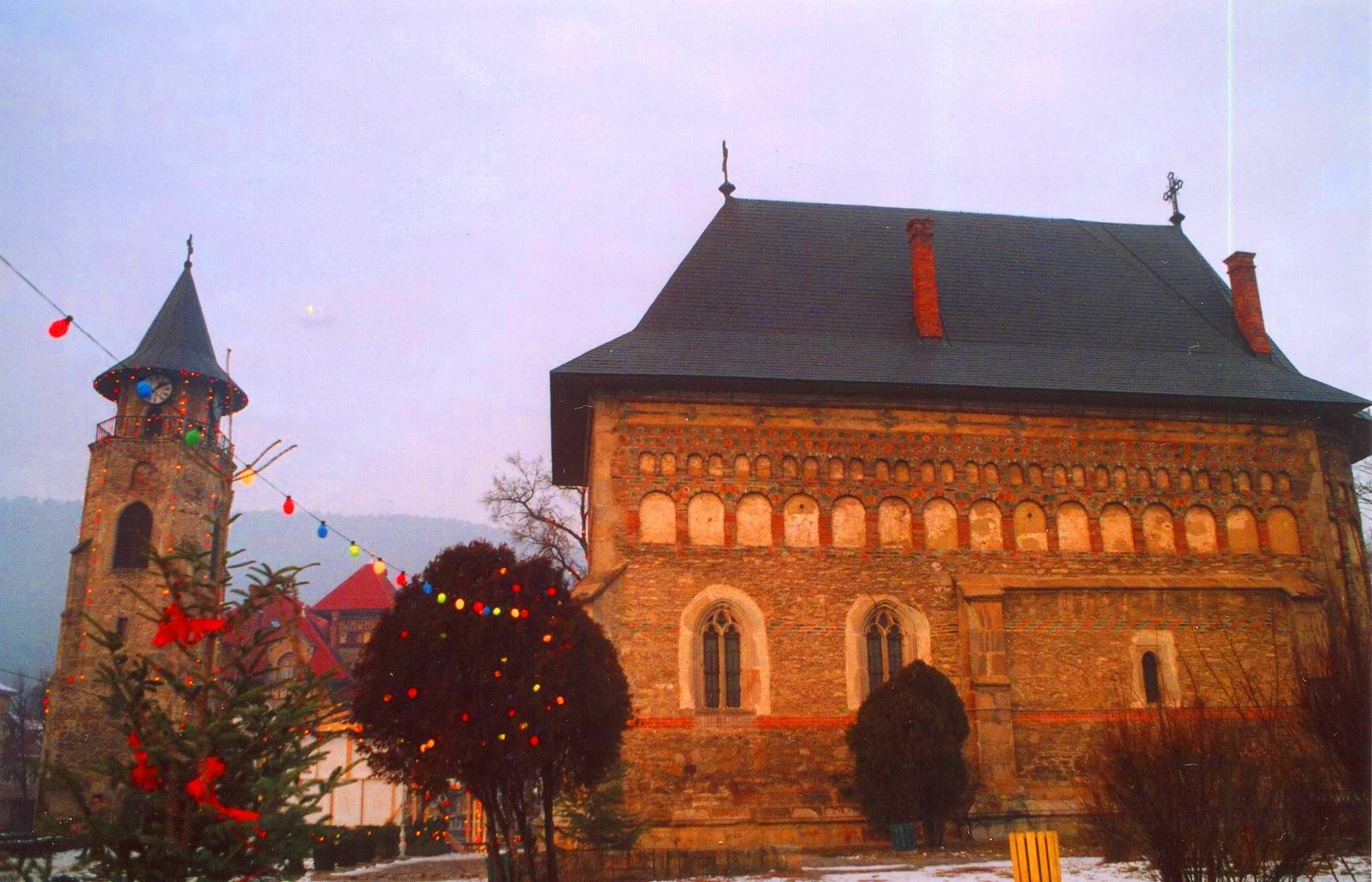